# Selovec
Selovec je naselje v Občini Dravograd.